# Marienkind

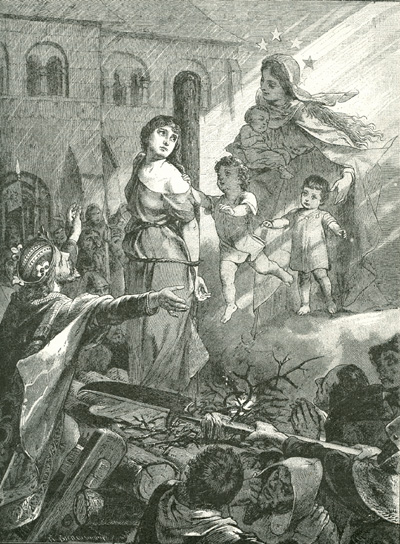
Illustration von Philipp Grotjohann oder Anton Robert Leinweber

Marienkind ist das dritte Märchen aus den Kinder- und Hausmärchen der Brüder Grimm (KHM 3). Im Aarne-Thompson-Uther-Index wird es unter ATU 710 geführt unter dem Typ Andere Geschichten vom Übernatürlichen. Das Märchen hat legendenhafte Züge; es wird daher der Gattung der Legendenmärchen zugezählt.

## Inhalt

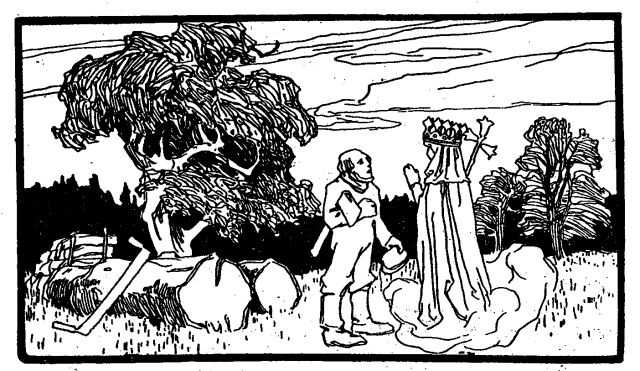
Illustration von Otto Ubbelohde, 1909

Ein armer Holzhacker, der seine dreijährige Tochter nicht ernähren kann, begegnet der Jungfrau Maria, die das Kind mitnimmt und im Himmel reich versorgt. Nach 14 Jahren geht Maria auf Reisen und lässt 13 Schlüssel da, wovon einer verboten ist. Das Mädchen benutzt jeden Tag einen und freut sich mit den Englein über die zwölf Apostel. Dann öffnet es die 13. Tür, sieht die Dreieinigkeit und berührt den Glanz, wovon der Finger golden wird. Maria sieht das, nimmt Marienkind die Sprache und verstößt es auf die Erde, weil es nicht gesteht. Es lebt jämmerlich in der Wildnis in einem Baum. Ein König auf Jagd findet und heiratet die Stumme. Sie bekommt drei Kinder, die Maria ihr wegnimmt, da sie ihre Sünde nicht gesteht. So halten sie die Leute für eine Menschenfresserin und drängen den König, sie verbrennen zu lassen. Auf dem Scheiterhaufen gesteht sie Maria den Verstoß, da erlischt das Feuer. Maria gibt ihr die Kinder und die Stimme wieder, denn wer bereut, dem sei vergeben.

## Textgeschichte

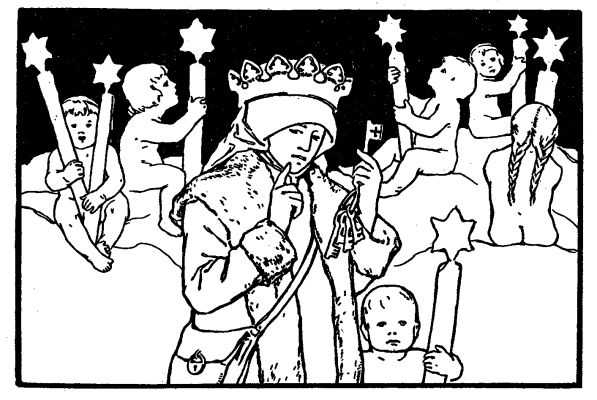
Illustration von Otto Ubbelohde, 1909

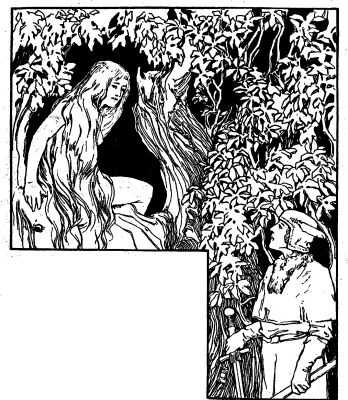
Illustration von Otto Ubbelohde, 1909

Das Märchen schickte Jacob Grimm mit anderen schon 1808 an Savigny und fast unverändert 1810 an Brentano. Grimms Anmerkung notiert „aus Hessen“ (von Gretchen Wild) und gibt noch eine Erzählung (von Friederike Mannel) wieder, die ausführlicher ebenfalls schon in der handschriftlichen Urfassung von 1810 stand als Ein Mährchen. Das stumme Mädchen: Der Vater, der seine Kinder nicht ernähren kann, will sich im Wald erhängen und begegnet einer schwarzgekleideten Jungfrau in einem schwarzen Wagen, die ihn einen Geldsack finden lässt für das, was im Haus verborgen sei. Das ist die Tochter im Mutterleib (vgl. KHM 181). Auf Bitten der Mutter nimmt die Jungfrau sie erst als Zwölfjährige mit in ihr schwarzes prächtiges Schloss. Eine Kammer darf sie nicht öffnen. Als sie nach vier Jahren durch eine Ritze lugt, sind da vier lesende Jungfrauen. Die Pflegemutter schlägt ihr auf den Mund und verstößt sie. Der König heiratet sie gegen Widerstand seiner Mutter, die ihr die Kinder nimmt. Als sie verbrannt werden soll, rettet sie die Jungfrau (wie KHM 9, 25, 49). Die Brüder Grimm vergleichen weiter die Tochter des Armen bei Meier Nr. 36, ein norwegisches Märchen bei Asbjörnsen Nr. 8 und ein schwedisches vom Graumantel „s. unten“; die Legende von St. Ottilie, wie in Nauberts Volksmärchen, Teil 1; im Pentameron 1,8 Das Ziegengesicht; wendisch St. Marias Patenschaft bei Haupt und Schmaler Nr. 16, „S. 179“; walachisch die eingemauerte Mutter bei Schott Nr. 2. Sie bemerken die Verbreitung der Idee der einen verbotenen Tür wie in KHM 46 Fitchers Vogel. Wenn jeder Apostel in einer glänzenden Wohnung sitze, sei „das Lied vom hl. Anno“, V. 720 zu vergleichen, wo die Bischöfe im Himmel wie Sterne zusammen säßen. Es sei ein alter Zug, dass Jungfrauen, ihrer Kleider beraubt, sich mit ihren langen Haaren bedecken, so St. Agnes in der „Bibl. maxima 27, 82b“, St. Magdalena bei Petrarch in lateinischen Versen, dazu eine Abbildung im „Magasin pittoresque 1, 21“. In einer altspanischen Romanze sitze eine Königstochter auf einer Eiche und ihr Haar bedeckt den ganzen Baum, Diez’ Altspanische Romanzen „177“, Geibels Volkslieder und Romanzen der Spanier S. 151–152. Von St. Ottilie fand sich auch eine Abschrift in Grimms Nachlass.
Textänderungen nach Grimms Erstauflage sind wenig gravierend. Ab der 2. Auflage gibt Maria dem Kind den Schlüssel, als es „vierzehn Jahr geworden war“ (vorher: nach vierzehn Jahren) und warnt, wenn es den dreizehnten, kleinen Schlüssel benutze, werde es unglücklich. Die Brüder Grimm beschreiben jetzt ausführlicher, wie das Kind erst nur durch den Türspalt sehen will und wartet, bis einmal niemand zusieht. Maria schaut dem Kind gleich in die Augen, es lügt dreimal. Auch das Leben in der Wildnis wird lebendiger geschildert. Der König schlägt sich durch den Busch auf der Jagd auf Wild (ab 7. Aufl.: ein Reh, vgl. KHM 136). Er staunt über das Mädchen, das da sitzt in seinem Goldhaar (siehe Anmerkung). Der Schluss ist ausführlicher, Regen löscht die Flammen.
Manche Forscher sahen antike Vorbilder in der Krösus-Gyges-Sage, andere vermuten eine gegenreformatorische Beispielerzählung zur Erläuterung der katholischen Lehre von der vollkommenen Reue gemäß der Bußsakramentenlehre nach dem Konzil von Trient (14. Sitzung 1551, später Catechismus Romanus).

## Motivvergleiche

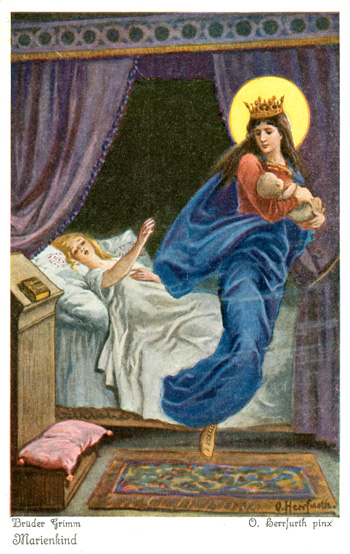
Postkarte von Oskar Herrfurth

- verbotene Tür (blutiger Finger): KHM 46 Fitchers Vogel, KHM 62a Blaubart, Grimms Anmerkung zu KHM 12 Rapunzel.
- goldener Finger: KHM 136 Der Eisenhans.
- Leben im Baum: KHM 65 Allerleirauh, KHM 123 Die Alte im Wald.
- Reichtum vom Paten: KHM 42 Der Herr Gevatter, KHM 44 Der Gevatter Tod, KHM 126 Ferenand getrü und Ferenand ungetrü.
- Jephtha-Motiv: KHM 12 Rapunzel, KHM 31 Das Mädchen ohne Hände, KHM 55 Rumpelstilzchen, KHM 88 Das singende springende Löweneckerchen, KHM 92 Der König vom goldenen Berg, KHM 108 Hans mein Igel, KHM 181 Die Nixe im Teich.
- Verleumdung der schweigenden Mutter: KHM 9 Die zwölf Brüder, KHM 25 Die sieben Raben, KHM 49 Die sechs Schwäne; ferner KHM 76 Die Nelke, KHM 96 De drei Vügelkens.
- aus Giambattista Basiles Pentameron vgl. I,8 Das Ziegengesicht, II,8 Die kleine Sklavin, IV,6 Die drei Kronen.

## Interpretation

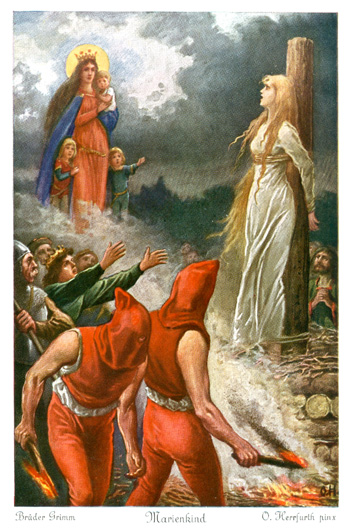
Postkarte von Oskar Herrfurth

Für Rudolf Meyer ist der Baum hohl, weil höheres Bewusstsein zunächst sterben und irdisch-sinnliches erwachen muss. Bruno Bettelheims Lehre ist, dass die Stimme, mit der wir lügen, uns ins Verderben führe und besser genommen werde – die Wahrheit sagen aber erlöse. Der Homöopath Martin Bomhardt vergleicht das Märchen mit den Arzneimittelbildern von Magnesium carbonicum, Magnesium sulfuricum, Pulsatilla pratensis. Wilhelm Salber sieht den ununterdrückbaren Wunsch nach Alles-Haben, der gegen den Realitätszwang unter Einschränkungen als Geheimnis behalten wird, was zu Isolation führt. Eugen Drewermann bemerkt die legendenhaft ins Göttliche überhöhte Moral vor märchenhaften Motiven, die man psychologisch deuten kann. Armut führt über Schuldgefühle zu oraler Hemmung bei Identifikation mit den Eltern, sie werden kompensatorisch überhöht. Die Angstbindung bleibt und schlägt um in Verwöhnung: „Wer gar mit Engeln spielt, wird gewiss niemals Streit und Zank anfangen dürfen“ – sie sind die Einstellungen und Wertungen der Kindertage. Dazu kommt die „Jungfräulichkeit“ der Mutter und die Unsichtbarkeit (Gott-)Vaters. Das Verbot, Gott anzuschauen, ist theologisch so absurd, dass man es eigentlich nur ödipal deuten kann. Die Mutter-Tochter-Einheit hält nicht ewig. Die Lüge ist Ausweg der Angst, auf Dauer eine Sackgasse, im Grunde aber Eingeständnis eines verlogenen Ideals. Über die Angst zu gestehen wird das Sexual- zum Sprechverbot, das isoliert. Dieses Dilemma wiederholt sich in der Ehe. Wieder ersetzt Sorge für die Kinder die Liebe zum Mann, der auch so tut, als wäre nichts – erst der Leidensdruck noch größerer Angst lässt das Über-Ich zerbrechen. Grade hier sei der Text leider nicht ganz klar (Joh 8,32 ). All die religiösen Erlösungssymbole laufen Gefahr, in bloßer Angstmoral missbraucht zu werden (Mt 7,21 ).
Franz Xaver Hacker schrieb eine Erzählung Das Marienkind (1869), Paul Heyse eine Novelle Marienkind (1892), Hermann Erler ein Drama Marienkind (1897). Inwieweit sie sich auf das Märchen beziehen, wäre zu prüfen.

## Illustrationen
In den zwischen 1904 und 1922 im Verlag Josef Scholz erschienenen, reich illustrierten Märchenschmuckbüchern wurde auch das Märchen Marienkind verlegt. Die Jugendstilillustrationen zum Marienkind stammen von Heinrich Lefler und Joseph Urban. Marienkind thematisieren hier acht ganzseitige Farbbilder, die ergänzt werden durch eine schwarz-weiße ornamental gestaltete Initiale zu Beginn des Märchens und fünf weitere schwarz-weiße Zeichnungen. Die Fabbilder dominiert ein lichtmystischer Farbkontrast von Gelbtönen mit Blau. Alle Bilder sind ornamental und linear auf die Märchstimmung abgestimmt. Die Farbbilder thematisieren
1. Die Begegnung mit der feenhaften Maria und dem kleinen Kind in Begleitung ihrer Eltern im Wald
2. Das kleine Mädchen im paradiesischen Feenschloss, symmetrisch von Engeln begleitet
3. Maria und das verstockte Kind vor der offenen Himmelstür
4. Die Schöne im Wald wird in ihrem Baumversteck von einem Prinzen gefunden
5. Das Mädchen reitet eingehüllt in ihre Goldhaare mit dem Prinzen zum Schloß
6. Maria nimmt die Kinder der schönen Stummen
7. Der zweifelnde König mit seinen bösen Ratgebern
8. Maria bringt die Kinder und rettet Marienkind vor dem Scheiterhaufen